# Chlumetia hampsoni
Chlumetia hampsoni är en fjärilsart som beskrevs av Bethune-Baker 1906. Chlumetia hampsoni ingår i släktet Chlumetia och familjen nattflyn. Inga underarter finns listade i Catalogue of Life.